# لسنی یاکوبوو
لسنی یاکوبوو (به چکی: Lesní Jakubov) یک منطقهٔ مسکونی در جمهوری چک است که در منطقه تربیچ واقع شده‌است.
 لسنی یاکوبوو ۳٫۱۹ کیلومتر مربع مساحت و ۸۹ نفر جمعیت دارد و ۴۴۴ متر بالاتر از سطح دریا واقع شده‌است.